# Cal
A cal, também chamada cal viva, cal virgem ou óxido de cálcio, é a substância de fórmula química CaO. Em condições ambientes, é um sólido branco e alcalino. É obtida pela decomposição térmica de calcário.
A cal é utilizada na construção civil para elaboração de argamassas e preparação dos processos de pintura. Também tem emprego nas indústrias farmacêutica, cerâmica e metalúrgica. Na agricultura, o óxido de cálcio é usado para produzir hidróxido de cálcio, que tem por finalidade o controle da acidez do solo.

## Obtenção
A cal é produzida a partir do carbonato de cálcio, em fornos industriais, num processo conhecido como calcinação, que dá origem a cal e gás carbônico:
CaCO3 (s) → CaO (s) + CO2 (g)
No Brasil, a maioria da cal é produzida por calcinação de calcários/dolomitos metamórficos. Há, ainda, cales provenientes de calcários sedimentares e de concheiros naturais. [carece de fontes?]

## Utilização
O principal uso da cal virgem é a produção de cal hidratada (hidróxido de cálcio). Para isto, dissolve-se a cal em água, reação que ocorre em condições ambientes:
CaO (s) + H2O (l) → Ca(OH)2 (aq)
A utilização da cal hidratada é difundida, principalmente em argamassas para alvenaria.
Assim como o cimento, tem características aglomerantes. Enquanto este, no endurecimento, reage com água (reação de hidratação), o endurecimento da cal ocorre pela absorção do gás carbônico presente no ar. Essa reação transforma a cal hidratada de volta em carbonato de cálcio.

### Na indústria
A cal é utilizada nas indústrias:
- siderúrgicas, como carga de fabricação de aço nos fornos, aglomerante, regulador de pH em tratamento de águas servidas, lubrificante para trefilagem de vergalhões de aço, dessulfurante das gusas altos em enxofre e refratários básicos de fornos de aço;
- de celulose e papel, para regenerar a soda cáustica e para branquear as polpas de papel, junto com outros reagentes;
- de tintas, como pigmento e incorporante de tintas à base de cal e como pigmento para suspensões em água, destinadas às "caiações";
- de alumínio, como regeneradora da soda (total de 100 kg/t de alumina);
- de refratários, cerâmicas, carbonato de cálcio precipitado, graxas, tijolos sílico-cal, petróleo, couro, etanol, biogás, produtos farmacêuticos e alimentícios;
- metalúrgicas de cobre.

Na indústria alimentícia:
- remoção dos compostos fosfáticos e orgânicos e no clareamento do açúcar;
- manutenção superficial de doce em compotas;
- engorda de suínos: 1 quilo a cada 200 quilos de ração.

Outros setores:
- tratamento de água na correção do pH, no amolecimento, na esterilização, na coagulação do alume e dos sais metálicos, na remoção da sílica;
- estabilização de solos como aglomerante e cimentante (na proporção de 5 a 8% em volume da mistura solo-cal);
- obtenção de argamassas de assentamento e revestimento	como plastificante, retentor de água e de incorporação de agregados (com ou sem aditivos, em geral nas proporções de 13 a 17% dos volumes);
- misturas asfálticas como neutralizador de acidez e reforçador de propriedades físicas (em geral, 1% das misturas);
- fabricação de blocos construtivos como agente aglomerante e cimentante (em geral, 5 a 7% do volume do bloco);
- usos diversos precipitação do SOx dos gases resultantes da queima de combustíveis ricos em enxofre; corretivo de acidez de pastagens de solos agrícolas; sinalização de campos esportivos; proteção às árvores; desinfetantes de fossas; proteção a estábulos e galinheiros; e retenção de água, CO2 e SOx.

### Como uma arma
Devido a sua reação vigorosa quando em contato com a água, pode causar irritação severa quando inalada, ingerida, ou em contato com os olhos. Em 80 d.C., ao enfrentar um inimigo refugiado em cavernas inacessíveis na Hispânia, o general romano Quinto Sertório dispersou nuvens de cal a fim de asfixiá-los. Uma tática similar foi utilizada para lidar com uma revolta armada de plebeus na China, em 178 d.C., em que carros de guerra dispersaram cal nas multidões. No início do reinado de Henrique III, a marinha inglesa derrotou uma frota francesa cegando-a com cal. É possível que o material tenha sido utilizado ainda no combate naval durante a Idade Média, possivelmente como um componente do fogo grego.
Em 1823, durante o episódio conhecido como  a tragédia do Brigue Palhaço, no Pará, quando tropas do governo atirararam cal virgem no porão da embarcação contendo vários revoltosos encarcerados, causando sua morte em poucas horas.